# Martha Kimmerling
Martha Christine Wilhelmine Kimmerling, geb. Schütt (* 6. April 1873 in Ottensen; † 14. Dezember 1956 in Hamburg) war eine deutsche Politikerin der SPD und Abgeordnete der Hamburgischen Bürgerschaft.

## Leben und Politik
Kimmerling arbeitete als Dienstmädchen und Hausfrau, nachdem sie sieben Jahre die Schule absolviert hatte. 1894 heiratete sie. Während des Ersten Weltkrieges war sie zweieinhalb Jahre ehrenamtlich in der Kriegsküche tätig. 
Innerhalb der SPD und der Gewerkschaft war sie seit 1902 in verschiedenen Bereichen ehrenamtlich tätig. 
Sie saß als eine der ersten Frauen für die SPD von 1919 bis 1921 in der Hamburgischen Bürgerschaft. In dieser Zeit war sie Mitglied in der Vormundschaftsbehörde.